# Коркин, Дмитрий Петрович
Дмитрий Петрович Коркин (5 сентября 1928, Кытанахский наслег, Чурапчинский улус, Якутская АССР — 22 февраля 1984) — якутский советский тренер по вольной борьбе, заслуженный учитель Якутской АССР, заслуженный тренер Якутской АССР, РСФСР и СССР, кавалер ордена «Знак Почета» и ордена Октябрьской революции, «Человек XX века Якутии».
Тренер лучших мировых борцов первой половины 1970-х годов — олимпийских чемпионов — Романа Дмитриева (1972) и Павла Пинигина (1976).

## Биография
Родился 5 сентября 1928 году в Кытанахском наслеге в семье колхозников Петра Кирилловича и Марии Андреевны Коркиных. В 1934 году Дмитрий с сестрой и младшим братом остались круглыми сиротами. В 1939 году поступил в первый класс Белолюбской (Арылахской) начальной школы. В 1940—41 учебном году — учащийся второго класса Кытанахской семилетней школы. Окончил семилетнюю школу в Борогонском наслеге Булунского района (1948), среднюю школу № 2 города Якутска (1951). Работал воспитателем и старшим пионервожатым в санаторно-лесной школе города Якутска (1951—52). Будучи студентом Ленинградского пединститута им. А. И. Герцена (1952—56), стал кандидатом в мастера спорта по борьбе самбо. По окончании учёбы получил специальность преподавателя русского языка и литературы. Перед Дмитрием Петровичем стояла железная дилемма—или ему, чемпиону города Ленинграда, призёру всесоюзных студенческих соревнований, участвовать во второй половине октября на первенстве страны по борьбе самбо и выполнить заветную норму мастера спорта по ней или же поехать в родную Якутию на учительскую работу. И он без колебания выбрал вторую возможность. Министерство просвещения Якутии направляет его в родной Чурапчинский район. Становится завучем в Ожулунской семилетней школе и преподавателем русского языка и литературы. По приезде на место назначения организовал спортивные секции по вольной борьбе среди школьников и взрослых в селах Ожулун и Чурапча (1956). Переводится учителем физкультуры в Чурапчинскую среднюю школу (1957), а затем становится завучем и учителем физкультуры в Чурапчинской школе-интернате. Учитывая результативность тренерской инициативы Дмитрия Петровича, руководству района на базе одного из старейших учебных заведений республики, Чурапчинского педучилища, удалось открыть Чурапчинскую спортивную школу-интернат. В скором времени из числа его воспитанников появились первые призёры и чемпионы различных спортивных обществ, ЯАССР, зоны Дальнего Востока и Сибири, России, Советского Союза, международных турниров, мира и олимпиады.
В стенах школы Дмитрия Петровича воспитывались 448 борцов. Из них вышли 175 мастеров спорта СССР, 12 мастеров спорта международного класса, 4 заслуженных мастера спорта СССР. 265 воспитанников получили высшее образование, 18 — звания заслуженных работников Республики Саха (Якутия), среди них есть и заслуженные работники России, Украины и СССР.
Первый Президент Республики Саха М. Е. Николаев в Книге почетных гостей оставил такую запись: «Ещё в те времена, когда не было современных тренажеров, он (Коркин) исследовал физические возможности человека, досконально изучил и сам создал из дерева самодельные тренажеры — для развития мышц, сил спортсменов. Сейчас, глядя на оборудования, только восхищаешься».

### Воспитанники
- Дмитриев Роман — чемпион СССР среди взрослых, серебряный призёр чемпионата мира (1969), чемпион XX летних Олимпийских игр (1972), серебряный медалист XXI летних Олимпийских игр.
- Ермолаев Алексей — чемпион Союза среди молодежи (1965), мастер спорта СССР международного класса .
- Иванов Александр — серебряный медалист XXI летних Олимпийских игр[2].
- Карпов Вячеслав — чемпион Союза среди юношей (1965).
- Пинигин Павел — чемпион XXI летних Олимпийских игр.
- Сивцев Иван — Мастер спорта СССР, Заслуженный тренер Якутии и России[3].
- Федосеев Илларион — чемпион первенства мира среди юношей (1969).

## Память
- По решению госкомитета СССР по физической культуре и спорту проводится всесоюзный турнир памяти Д. П. Коркина (1987)
- В доме, где он жил, создан музей (1988)
- Чурапчинская республиканская спортивная школа-интернат носит имя Д. П. Коркина (1991)
- Установлена Госпремия Республики Саха им. Д. П. Коркина (2003)
- Новое здание Музея спортивной славы им. Д. П. Коркина открыто к 75-летию (2003)
- В 2011 г. вышел фильм в жанре спортивной драмы «В моём сердце мои друзья…» (якут. «Сүрэхпэр доҕотторум бука бары», режиссёры Альберт Габышев, Ньургун Торговкин) о Чурапчинской школе-интернате, тренере Д. П. Коркине и его воспитанниках.
- В Якутске в 2012 году открыт памятник трём медалистам Олимпийских игр 1976 г. в Монреале Роману Дмитриеву, Павлу Пинигину, Александру Иванову и их тренеру Д. П. Коркину.